# Linsencurry

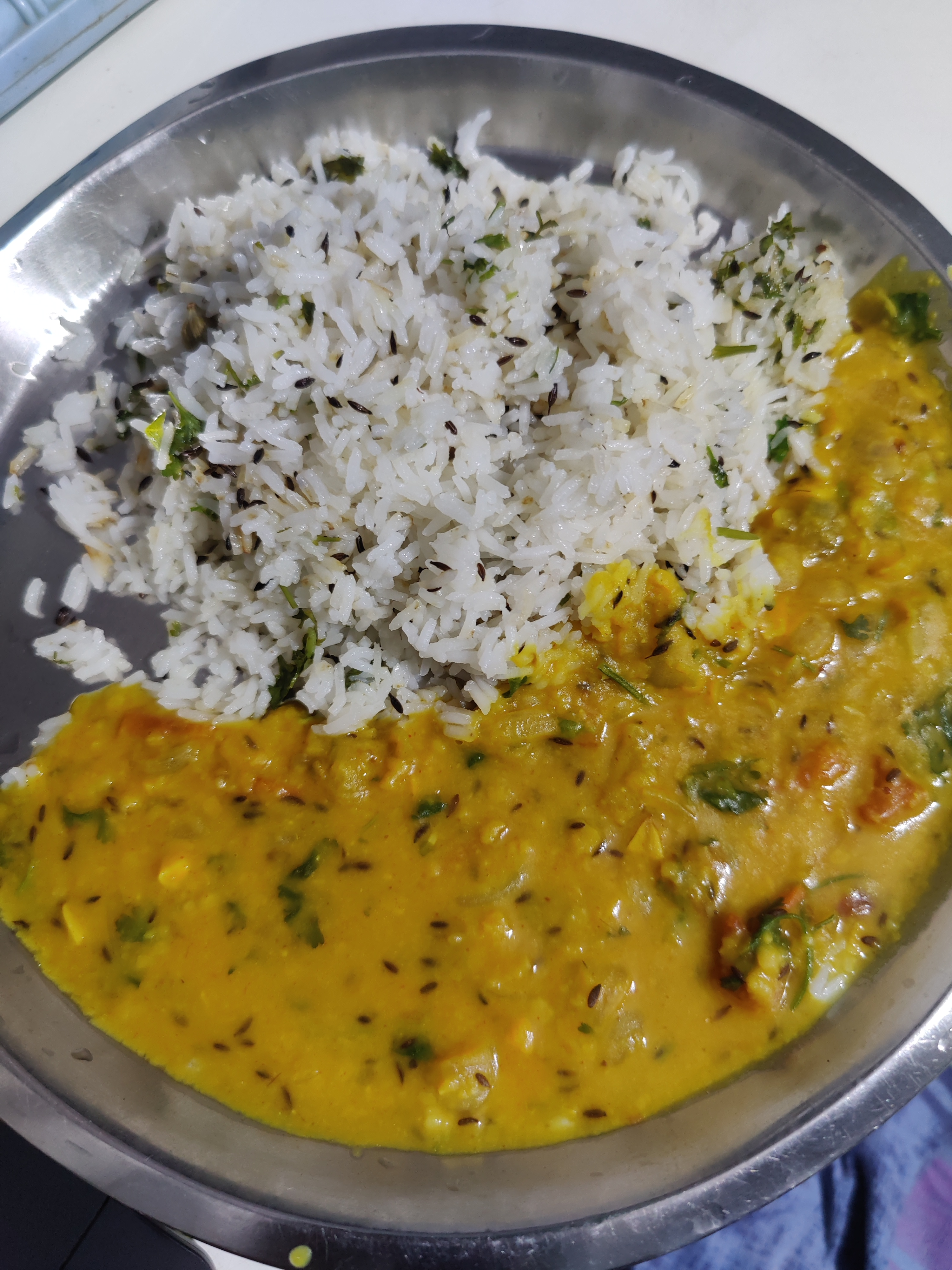
Reis mit Linsencurry

Linsencurry ist ein Hauptgericht, das traditionell in Südasien verbreitet ist. Es besteht aus Kombinationen von Linsengemüse, Reis und weiteren Zutaten. Je nach Variation ist es mehr oder weniger scharf gewürzt und kann mit weiteren Beilagen ergänzt werden. Als veganes Rezept ist es in Europa und Amerika beliebt, kann aber auch mit Fleisch, Meeresfrüchten und anderen Zutaten ergänzt werden.

## Beschreibung
Linsencurry ist eine Sammelbezeichnung für eine Gruppe der Curry-Gerichte, die teilweise Gemeinsamkeiten mit Linseneintöpfen haben. In Indien und in Pakistan ist Dal chawal als Bezeichnung für Linsencurry verbreitet. In der indischen Küche bezeichnet man ein Gericht, welches nur mit Linsen zubereitet wird auch als Dal. Die indische Sambar-Sauce wird ohne Curry zubereitet aber ähnlich mit anderen Speisen kombiniert. In Nepal ist eine Variante von Linsencurry mit der Bezeichnung Dal Bhat (Hindi/Nepali: दालभात; dālbhāt) bekannt.   

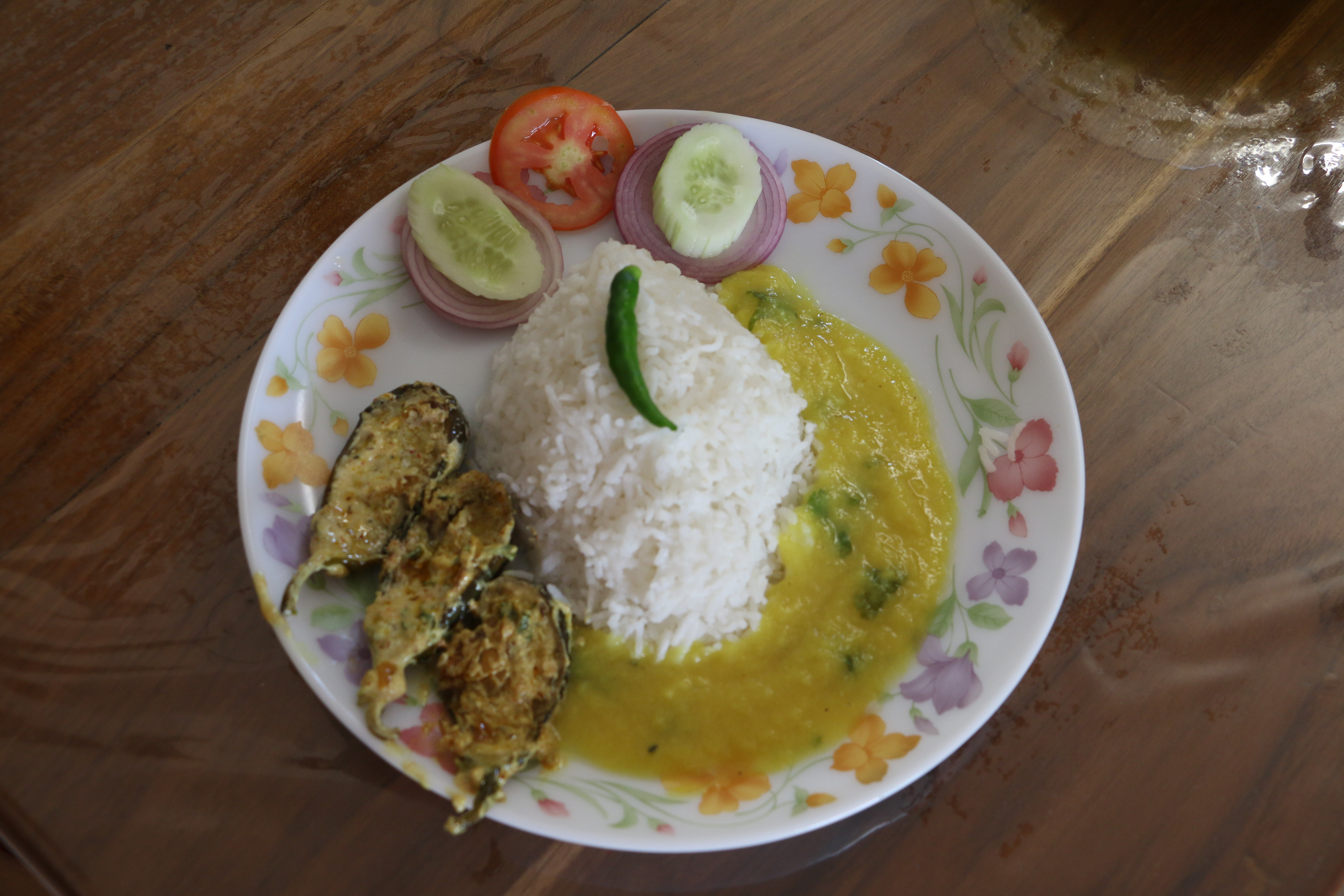
indische Variante von Linsencurry, getrennt angerichtete Zutaten.
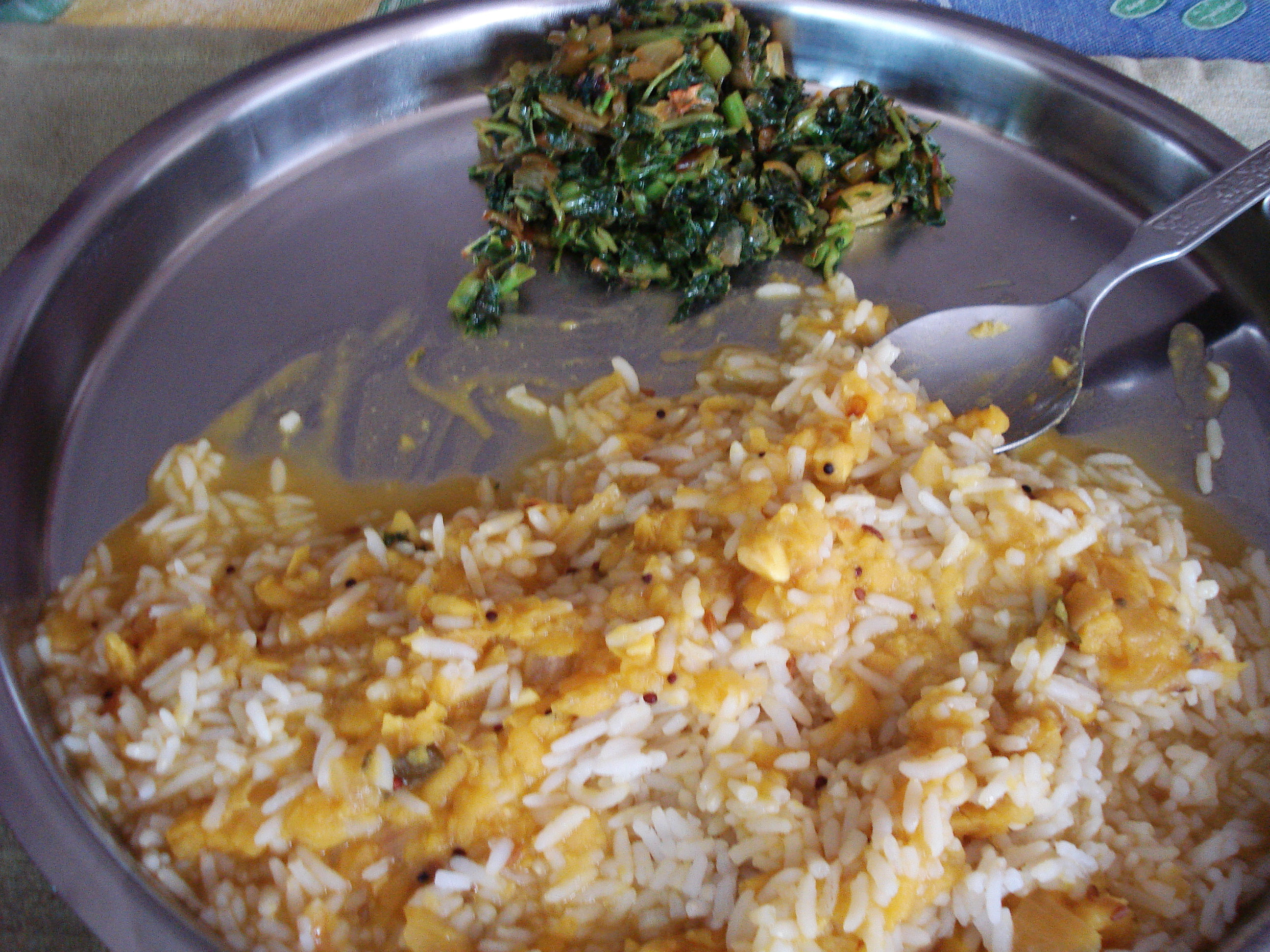
indische Variante von Linsencurry, Gemüse separat, Reis und Curry gemischt.
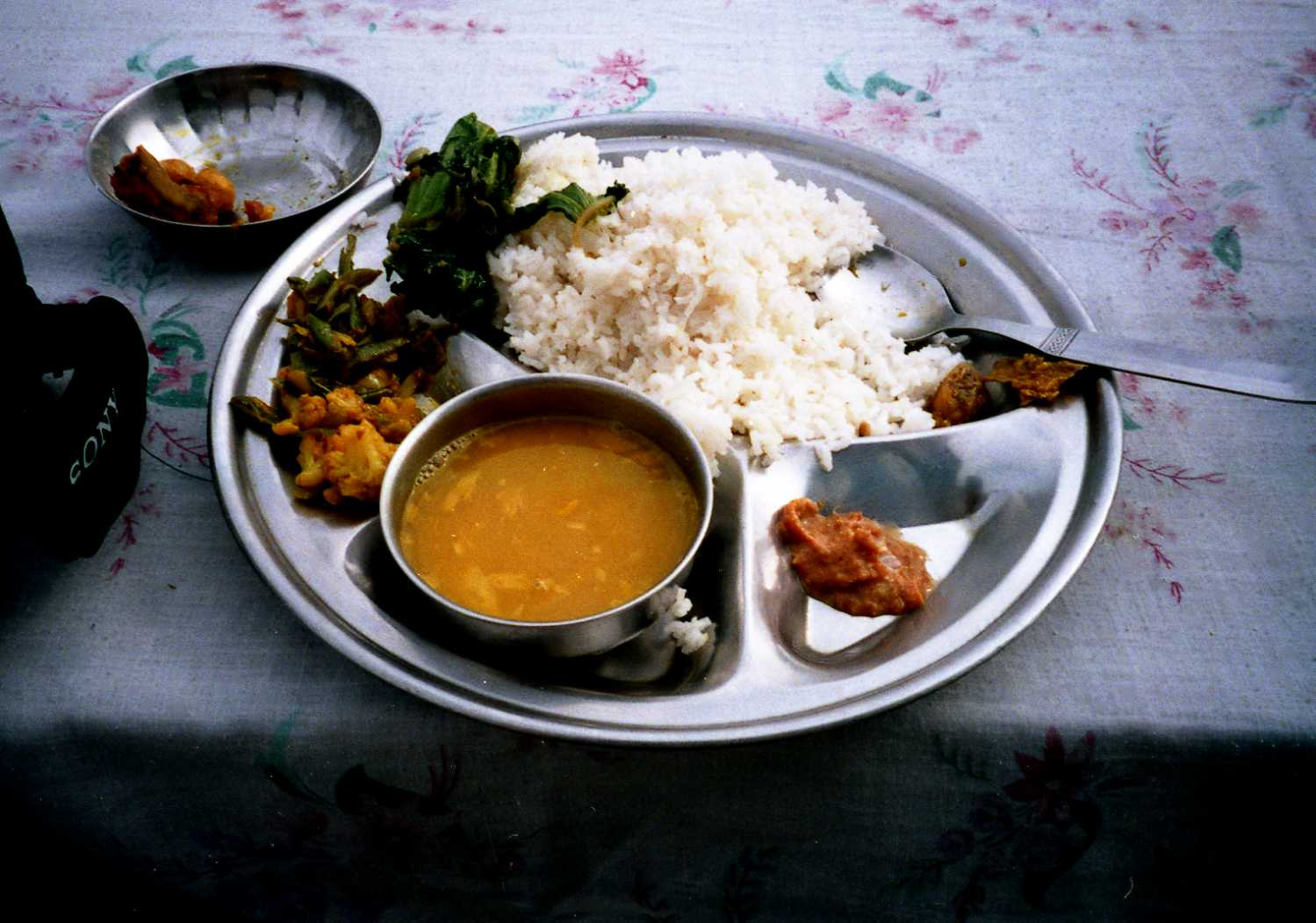
nepalesische Variante von Linsencurry, getrennt servierte Zutaten.